# Juan Bautista Prímoli
Juan Bautista Prímoli (nombre original: Giovanni Battista Primoli, 10 de octubre de 1673; Milán, Ducado de Milán, actual Italia - 11 de septiembre de 1747; Candelaria, Virreinato de Perú, actual Argentina). Religioso y arquitecto. Entre otras obras construyó varias de las históricas iglesias de Buenos Aires y su histórico Cabildo así como fue uno de los principales diseñadores de la Catedral de Córdoba (Argentina).

## Biografía
Luego de que terminara sus estudios de arquitecto en Milán fue admitido en la Compañía de Jesús. En 1717 se trasladó a Buenos Aires y luego a Córdoba, donde se ocupó de terminar su noviciado en 1719.
En Buenos Aires concluyó el templo de San Ignacio, debido a que había quedado incompleto al morir el Hermano Johann Kraus|Juan Kraus, en 1714. Pero al no poder terminar la tarea, la completó el hermano Andrés Blanqui.
En 1720 volvió a Córdoba, interviniendo en la construcción del Colegio Máximo y Universidad, haciendo levantar la construcción definitiva de la majestuosa catedral de estilo barroco indoamericano de la ciudad, aunque cupo a Andrés Blanqui el terminarla; también participó en la conclusión de las obras de la iglesia de la Compañía de Jesús, y levantó las iglesias de San Francisco y el Hospital San Roque.
En Buenos Aires construyó la Iglesia de San Francisco, del Pilar y de la Merced, también trabajó en la construcción del cabildo porteño, y la catedral metropolitana, considerándose obra en colaboración con Andrés Blanqui la fachada.
Otras obras de su autoría fueron las Iglesias de los pueblos de San Miguel, Trinidad y Concepción, en la Misiones del Guayrá.
Volvió a Buenos Aires avocándose a levantar la iglesia de San Pedro Telmo, regresando luego a
la reducción de Candelaria, actual provincia de Misiones, donde falleció en 1747.